# Іді-Раєук
Іді Раєук — місто в провінції Ачех в Індонезії та є центром (столицею) регентства Східний Ачех.

## Клімат
Іді Раєук має клімат тропічного лісу (Af) з помірними опадами з лютого по серпень і рясними опадами з вересня по січень.